# اندیس کوخ تیزی
کوخ تیزی یک اندیس غیرفلزی است که در حوالی شهر کرمان استان کرمان قرار دارد و مادهٔ معدنی موجود در آن، فسفات است.  